# Amazonides zarajakobi
Amazonides zarajakobi là một loài bướm đêm trong họ Noctuidae.